# Miltochrista sauteri
Miltochrista sauteri là một loài bướm đêm thuộc phân họ Arctiinae, họ Erebidae.